# Aknysta
Aknysta je řeka v severovýchodní části Litvy, v Utenském kraji, v okrese Anykščiai. Vytéká z jezera Aknystėlis v okrese Utena (12 km západně od Uteny), první 1 km teče ještě na území utenského okresu, zbytek toku je na území okresu Anykščiai. Klikatí se směrem celkově jihozápadním. Vlévá se do řeky Šventoji u vsi Antupiai jako její levý přítok 127,2 km od jejího ústí do řeky Neris. U obce Aušra protéká jezerem Lipšys. Průměrný spád je 473 cm/km, průtok - 0,87 m³/s, plocha povodí - 94 km².

## Přítoky
- Levé:

| Hydrologické pořadí | Řeka    | Délka (km) | Povodí (km²) | Vzdálenost od ústí (km) | Ústí kde           | Koordináty ústí |
| ------------------- | ------- | ---------- | ------------ | ----------------------- | ------------------ | --------------- |
| 12210432            | Kilėva  | 8,6        |              | 10,5                    | Jurzdikas Aknystos |                 |
| 12210434            | Gėtys   | 7          |              | 7,5                     | Steponava Aknystos |                 |
| 12210435            | Bigulis | 1,8        |              | 2,1                     | Aknysčiai          |                 |

- Pravé:

| Hydrologické pořadí | Řeka     | Délka (km) | Povodí (km²) | Vzdálenost od ústí (km) | Ústí kde | Koordináty ústí |
| ------------------- | -------- | ---------- | ------------ | ----------------------- | -------- | --------------- |
| 12210431            | Varnupys |            |              | 11,5                    | Aušra    |                 |

## Obce při řece
- Aknystėlės, Kilėviškiai, Aušra, Steponava, Ąžuolynė, Aknystos, Gudeliai, Jurzdikas, Debeikiai, Sterkiškis, Aknysčiai, Leliūnai, Antupiai.